# ساپورتسا
ساپورتسا (به مجاری:  Szaporca) یک شهرداری در مجارستان است که در ناحیه شیکلوش واقع شده‌است. ساپورتسا ۹٫۶۵ کیلومتر مربع مساحت و ۲۳۳ نفر جمعیت دارد.